# Lancer du marteau masculin aux Jeux olympiques d'été de 1956
Navigation
Helsinki 1952 Rome 1960
Le concours de lancer du marteau masculin des Jeux olympiques d'été de 1956 se déroulant à Melbourne a eu lieu le samedi 24 novembre 1956.

## Records
| Record du monde  | 67,32 m | Mikhail Krivonosov | Union soviétique | 22 octobre 1956 | Tachkent |
| Record olympique | 60,34 m | József Csermák     | Hongrie          | Juillet 1952    | Helsinki |

## Résultats
| Place | Athlète             | Pays             | Distance     |
| ----- | ------------------- | ---------------- | ------------ |
| 1er   | Harold Connolly     | États-Unis       | 63,19 m (OR) |
| 2e    | Mikhail Krivonosov  | Union soviétique | 63,03 m      |
| 3e    | Anatoli Samotsvetov | Union soviétique | 62,56 m      |
| 4e    | Al Hall             | États-Unis       | 61,96 m      |
| 5e    | Jozsef Csermak      | Hongrie          | 60,70 m      |
| 6e    | Krešimir Račić      | Yougoslavie      | 60,36 m      |
| 7e    | Dmitry Egorov       | Union soviétique | 60,22 m      |
| 8e    | Sverre Strandli     | Norvège          | 59,21 m      |
| 9e    | Peter Allday        | Grande-Bretagne  | 58,00 m      |
| 10e   | Alfons Niklas       | Pologne          | 57,70 m      |
| 11e   | Muhamad Iqbal       | Pakistan         | 56,97 m      |
| 12e   | Donald Anthony      | Grande-Bretagne  | 56,72 m      |
| 13e   | Guy Husson          | France           | 55,02 m      |
| 14e   | Tadeusz Rut         | Pologne          | 53,43 m      |
| —     | Birger Asplund      | Suède            | DNQ          |
| —     | Charles Morris      | Australie        | DNQ          |
| —     | Alejandro Díaz      | Chili            | DNQ          |
| —     | Martin Crowe        | Australie        | DNQ          |
| —     | Fumio Kamamoto      | Japon            | DNQ          |
| —     | Song Kyo-Sik        | Corée du Sud     | DNQ          |
| —     | Neville Gadsen      | Australie        | DNQ          |
| —     | Yoshio Kojima       | Japon            | DNQ          |